# Макадемија
Макадемија је род од четири врсте дрвећа које су аутохтоне у Аустралији и чине дио биљне породице Proteaceae. Они су поријеклом из сјевероисточног Новог Јужног Велса и централног и југоисточног Квинсленда. Три врсте рода су комерцијално важне због орашастог плода макадемије, са укупном свјетском производњом од 160.000 тона 2015. године. Позната је и под другим именима као што су Квинследски орах, жбунасти орах, маручи орах, баупле орах, и Хавајски орах . У аустралијском абориџинском језику, орашасти плод је познат под именима као што су баупле, гиндл, јиндили, и бомбера . 

## Етимологија
Њемачко-аустралијски ботаничар Фердинанд вон Муелер дао је роду име Макадемија 1857. године у част шкотско-аустралијског хемичара , професора медицине и политичара Јохна Макадема .

## Опис
Макадемија је зимзелено дрво које расте од 2–12 m висине.
Листови су распоређени у спиралу од три до шест листова и елиптични су у облику, 6–30 cm дуги и 3–13 cm широки, са чистом или зупчасто назубљеном ивицом. Цветови расту у дугом, витком, једноставном грозду 5–30 cm дугом, појединачно цвијетови су 10–15 mm дуги, бели са примјесама ружичасте или љубичасте боје, са четири крунице. Плод је тврд, дрвенаст, лоптасти фоликул са шиљатим врхом, који садржи једно или два сјемена .

## Историја
1828
Алан Канингхам је био први Европљанин који је открио биљку макадемије.
1857
Њемачко-аустралијски ботаничар Фердинанд вон Мулер дао је роду научни назив Макадемија - назван по вон Мулер-овом пријатељу Др. Јохну Макадему, истакнутом научнику и секретару Филозофског института Аустралије.
1858
Валтер Хил, надзорник ботаничког врта у Брисбејну (Аустралија), примијетио је дјечака који једе орах без лоших ефеката, па је и сам пробао плод и тиме постао прва особа недомородачког поријекла за коју је забиљежено да је појела плод макадемије.

## Родови
Постоје четири врсте макадемије а то су:
- Macademia integrifolia
- Macademia jansenii
- Macademia ternifolia
- Macademia tetraphylla

Орашасти плодови М. jansenii садрже токсичне количине цијаногених гликозида, Остале три врсте се узгајају у комерцијалној производњи макадемијских ораха за људску потрошњу.
Раније, више врста са раздвојеним дистрибуцијама су именоване као чланови овог рода Маcademia. Генетика и морфолошке студије објављене 2008. године показују да су се одвојиле од рода Маcademia, што је потврдило мишњење из ранијих морфолошких студија. Врсте које су претходно биле наведене у роду Маcademia могу се још увијек у целини називати описним, не-научним називом макадемије.
Некада су биле укључене у род
- Lasjia claudiensis
- Lasjia erecta
- Lasjia grandis
- Lasjia hildebrandii
- Lasjia whelanii

## Узгајање
Три од четири врсте - Macadamia integrifolia, Macadamia ternifolia и Macadamia tetraphylla - имају комерцијални значај. Друге врсте, М. jansenii, производе отровне орашасте плодове настале из токсичних количина цијаногених гликозида .
Дрво макадемије се обично размножава калемљењем и не почиње да производи комерцијалне количине семена док не буде старо 7-10 година, али када се једном успостави, може да носи плодове више од 100 година. Макадемија преферира плодна, добро исушена тла, кише од 1,000–2,000 mm, а температуре да не падају испод 10 °C (иако када је једном успостављена, могу издржати лагане мразе), уз оптималну температуру од 25 °C. Коријени су плитки, а дрвеће могу оборити олује, такође су подложни болести коријена Phytophthora. 

## Узгајане врсте

### Beaumont
Комерцијална сорта која је хибрид Macadamia integrifolia и M. tetraphylla је широко засађена у Аустралији и Новом Зеланду; открио ју је др Ј. Х. Беаумонт. Има високу концентрацију уља, али нију слатке. Нови листови су црвенкасти, а цвијетови су свијетло ружичасти, са дугим рацемима. То је једна од врста која најбрже почне да носи плодове након што се посади, обично почиње да носи корисне плодове од четврте године и од тада се побољшава. Јако добро рађа када је добро опрашено. Импресивни плодови скупљени у гроздове су понекад тако тешки да сламају гране за које су везани. У комерцијалним воћњацима, достижу род од 18 kg по стаблу од осме године а након тога и више. С друге стране, макадемије не падају са дрвета када су зреле, а листови су мало бодљикави када се у жетви пробије у унутрашњост дрвета. Његова љуска је лакша за отварање него већине комерцијалних сорти. 

### Maroochy
Чиста М. tetraphylla сорта из Аустралије се узгаја због свог великог приноса, доброг укус и погодност за опрашивање 'Beaumont'.

### Nelmac II
Јужноафрички хибридна сорта M. integrifolia и M. tetraphylla има слатко сјеме, што значи да га треба пажљиво кухати како се шећери не би карамелизовали. Слатко семе обично није у потпуности обрађено, јер обично нема добар укус, али многи људи га воле јести некуханог. Има отворену микропилу (отвор у семењачи) који може довести до развоја плесни. Проценат испуњености (однос меса ораха и целог орашчића) је висок. Десетогодишња стабла у просјеку дају 22 kg по стаблу. То је такође популарна сорта због опрашивања 'Beaumont', а приноси су готово упоредиви.

### Renown
Хибрид M. integrifolia и M. tetraphylla, ово је дрво које расте доста у ширину. Добра страна му је што има комерцијално висок принос, 17 kg je забележено од деветогодишњег стабла, а орашчићи падају на земљу. Међутим, они су дебели, без пуно укуса.

## Производња
Процењује се да ће Јужна Африка 2018. године остати водећи свјетски произвођач ораха макадемије са 54.000 тона од глобалне производње која износи 211.000 тона. У 2015. години, Јужна Африка је произвела 48.000 тона у поређењу са 40.000 тона у Аустралији и укупном глобалном производњом од 160.000 тона. Макадемија се такође комерцијално производи у Бразилу, Калифорнији, Хавајима, Костарици, Израелу, Кенији, Кини, Боливији, Новом Зеланду, Колумбији, Гватемали и Малавију.
Први комерцијални воћњак стабала макадемије засадио је почетком 1880-их година Роус Мил, 12 km југоисточно од Лисмора, Нови Јужни Велс, који се састојао од М. tetraphylla. Поред развоја малих засада у Аустралији током касног 19. и почетка 20. века, макадемија је била интензивно засађена као комерцијална култура на Хавајима од 1920-их. Семе макадемије је први пут на Хаваје увезено 1882. године од стране Вилиама Х. Пурвиса, који је те године засадио семе у Капулени . Макадемија произведена на Хавајима постала је добро познато семе на међународном нивоу, а 2017. године на Хавајима је произведено више од 22.000 тона.

## Храна и исхрана
Сјеменке (орашасти плодови) су вриједна прехрамбена култура.
У количини од 100 грама, аустралијски ораси дају 740 калорија и представљају богат извор (20% или више дневне вредности) бројних есенцијалних храњивих материја, укључујући тиамина (104% ДВ), витамина Б 6 (21% ДВ), мангана (195% ДВ), гвожђа (28% ДВ), магнезијума (37% ДВ) и фосфора (27% ДВ) (табела). Орашасти плодови макадемије састоје се од 76% масти, 14% угљених хидрата, укључујући 9% дијеталних влакана и 8% протеина (табела).
У поређењу са другим уобичајеним јестивим орашастим плодовима, као што су бадеми и индијски орашасти плодови , макадемије имају висок ниво укупне масноће и релативно низак ниво протеина (табела). Имају велику количину мононезасићених масти (59% укупног садржаја, табела) а садрже и омега-7 палмитолеинску киселину .

### Токсичност код паса
Макадемије су отровне за псе. Гутање може довести до токсичности које се изражавају слабошћу и парализом задњег екстремитета са немогућношћу стајања, што се дешава у року од 12 сати од конзумирања. У зависности од унесене количине и величине пса, симптоми могу укључивати и тремор мишића, бол у зглобовима и јаке болове у трбуху. При високим дозама токсина, лекови могу бити потребни да би се ублажили симптоми док се токсични ефекти не смањи, са потпуним опоравком обично у року од 24 до 48 сати.

## Друге употребе
Дрвеће се узгаја и као украсно стабло у суптропским регионима због свог сјајног лишћа и атрактивног цвећа. Неке врсте Макадемија се користе и као храна за ларви неких врста лепира, укључујући Batrachedra arenosella.
Семе макадемије се често користи за исхрану Хијацитне аре у заточеништву. Ови велики папагаји су једна од ријетких животиња, осим људи, способних да отварају љуске и уклањају сјеме макадемије.